# 樂廣
樂廣（？—304年2月29日），字彥輔，南陽郡淯陽人。西晉時期官員，官至尚書令，在當時聲望很高，故亦稱樂令。八王之亂期間因被司馬乂懷疑叛投司馬穎而憂死。

## 生平
樂廣因父親樂方早死，年少孤貧，僑居於山陽，因家世寒微且貧困而無人知曉。後來裴楷曾請樂廣與他共談，談了一夜後相互欽佩推崇，裴楷更自言不如樂廣。當時任荊州刺史的王戎因樂廣曾被夏侯玄稱許而舉他為秀才，及後裴楷又向時任太尉的賈充推薦樂廣，樂廣於是被賈充任命為太尉掾，後遷任太子舍人。當時樂廣亦被朝中名士如衞瓘、王衍等人讚賞，衞瓘更命兒子門去造訪他。
樂廣後外任元城縣令，隨後又入朝任中書侍郎，又曾當過太子中庶子，屢次升遷後至侍中、河南尹。永康九年（299年）十二月，皇后賈南風廢掉司馬遹太子之位，至次年年初，司馬遹被送至許昌禁閉，並下令太子宮中屬官不能送行。不過江統、潘滔等人都違反禁令去送行，故遭司隸校尉滿奮命人收縛下獄，不過樂廣就下令將因此事而拘禁於河南郡的太子屬官都釋放了。當時人們都為樂廣擔心，不過因孫琰向賈謐說若收捕樂廣和屬官，將會彰顯司馬遹的善，賈謐聽從，樂廣於是沒有獲罪。後趙王司馬倫於永康二年（301年）篡位稱帝，樂廣與滿奮及崔隨奉璽綬授予司馬倫。
樂廣後來遷吏部尚書、尚書左僕射，永寧元年（301年）司馬繇將任尚書左僕射，樂廣於是轉任尚書右僕射，領吏部。後接替升任司徒的王戎任尚書令。
成都王司馬穎與河間王司馬顒進攻長沙王司馬乂，圍攻洛陽時，因為樂廣的女兒是成都王妃，故此作為當時朝望的樂廣受到誹謗。司馬乂亦因而去問樂廣，不過樂廣神色不變，答：「我怎會為了一個女兒而換掉了我家五個男子的性命。」意謂不會因為女兒而依附司馬穎，換來五人被司馬乂誅殺。不過司馬乂未因此釋疑，樂廣亦於太安三年正月丙午日（304年2月29日）憂死。

## 性格特徵
- 樂廣性格淡泊儉約，有遠見，沒甚麼嗜好慾望，無與人爭競之心。
- 樂廣擅長清談論事，且都以簡約言詞論理以令人心服，如有一次有客人問樂廣《莊子》中「指不至」的意思，樂廣不解釋文句，直接以塵尾的柄子敲打几子說：「至不？」客人就答：「至。」樂廣又舉起塵尾說：「若至者，那得去？」客人都心服了。[6]。而當樂廣不知該事時，就會沉默不言。另外他亦對王澄、胡毋輔之等人放任自己及至裸體的清談者不以為然，曾經笑說：「名教內自有樂地，何必乃爾！」
- 樂廣在地方當政，在任內其實都沒甚麼功績榮譽傳出，不過每到離任後，人們都會思念他所作的。
- 樂廣談論人時，必定說他的長處，而隨後其短處即使不需說出也顯而易見了。人有過失，樂廣都寬大地看待，然後其善惡就彰顯了。
- 樂廣和王衍都用心於俗事以外，在當時名聲極重，當時談論風流之人，他們兩個都在首位。

## 軼事
- 樂廣受任河南尹，他打算辭讓，不過自以文筆不夠好，於是請潘岳為其寫表章。當時樂廣就寫了二百句話述說自己的志向，而潘岳就以此寫了名篇。當時人們都說：「若果樂廣不假借潘岳的文筆，潘岳不取用樂廣的志向，都不能達成這美好的事呀。」
- 因為河南尹官邸流傳有很多妖怪出沒，所以以前的河南尹都不敢住正房，不過樂廣任河南尹時卻不怕。一次樂廣房子的門自動關上，身邊的人都很害怕，但樂廣神色自若。樂廣及後看到牆上有孔洞，於是命人掘開牆壁，抓住了狸貓並將牠殺掉，及後妖怪之事都沒有發生了。
- 有一次，樂廣發現一個親好的客人好久沒有到來，於是問他原因，那人就說：「早前到你那裏，你拿酒給我喝，就想喝時就看見杯中有蛇，十分不快，喝後就患了病。」當時河南尹聽事堂壁中有角飾，畫了蛇的樣子，樂廣於是覺得所謂杯中有蛇其實是角飾的倒映。樂廣後來特地請那客人到訪，並將酒杯於在當時的位置，客人說還看見蛇在杯中。樂廣於是告知客人原委，客人聽後不再害怕，病也好了。[7]

## 評論
- 《晉書》史臣曰：「樂令解愍懷之客，豈聞伯夷之風歟，愞夫能立志者也。」
- 《晉書》贊曰：「樂令披雲，高天澄澈。」
- 夏侯玄：「神姿朗徹，當為名士。」
- 衛瓘：「自昔諸賢既沒，常恐微言將絕，而今乃復聞斯言於君矣。」「此人之水鏡，見之瑩然，若披雲霧而覩青天也。」
- 王衍：「與人語甚簡至，及見廣，便覺己之煩。」
- 劉訥：「樂彥輔我所敬。」[8]
- 王敦：「樂彥輔短才耳。後生流宕，言違名檢。」[9]
- 郗鑒：「彥輔道韻平淡，體識沖粹，處傾危之朝，不可得而親疏。及愍懷太子之廢，可謂柔而有正。」[9]

## 家庭

### 子女
- 樂凱，參驃騎將軍軍事
- 樂肇，東海王掾，永嘉之亂後南渡
- 樂謨，隨兄南渡，官至征虜將軍、吳郡內史
- 樂氏，嫁成都王司馬穎
- 樂氏，嫁卫玠

### 後裔
- 六世孫樂藹[10]
- 八世孫樂運[11]

## 延伸阅读
[在维基数据编辑]
 《晉書/卷043》，出自房玄齡《晉書》